# الفلاحية
الفلاحية (بالفارسية: شادگان) هي إحدى مدن أقليم الأهواز (عربستان) الذي ضمت إلى إيران بعد سقوط خزعل الكعبي آخر حكام الأقليم عام 1925. المدينة تسمى الفلاحية والقضاء يسمى الدورق وتعد مركز أمراء إِمارة الأهواز قبل بناء مدينة المحمرة.
تُلقب الفلاحية بمدينة الأدباء أو الشعراء نسبةً للكم الكبير من الشعراء الأهوازيين الذين تخرجوا من هذه المدينة وأبرز هؤلاء ابن السكيت والملا مهدي الشویكي صاحب دیوان الشویكي والشاعر الراحل ملا فاضل السكراني والذي أمتدح مدينته بقصيدته الشهيرة أحبج يا فلاحيتي الذي يقول في مطلعها:
- احبچ من نمت بفياي نخلات الشتلهن خالنا سبيتي
- احبچ من بنا البنّاي من معدن ذهب طينچ كَسُر بيتي

كما تحتوي على أحد أقدم وأكبر المكتبات العائلية المتخصصة في حفظ المخطوطات وتراث علماء المدينة والمنطقة بأسم مكتبة آل المحسني والتي تأسست على يد الفقيه الشيخ أحمد بن الشيخ محمد بن الشيخ محسن بن الشيخ علي الأحسائي (1157 – 1247هـ).

## التسمية
تم تسمية هذه المدينة من قبل الشيخ سلمان أمير بنو كعب آنذاك بعد وصوله مع أصحابه للمنطقة حيث أدلى بهذا التصريح بين مرافقيه (هذا هو الفلاح)أي بمعنى نجونا إلى منطقة آمنة والذي أمر بعد ذلك باقي فخوذ بنو كعب من المتواجدين على أطراف نهر كارون وشط العرب بالمجيئ والأستقرار وبناء قلعة على أطراف المدينة. ثم قام النظام الإيراني بتغيير أسم المدينة العربي من الفلاحية إلى (شادگان) الفارسي خلال حكم عائلة البهلوي بشكل رسمي مثلها مثل باقي مُدن إقليم الأهواز ولكن لا يزال سكان المدينة وباقي الأهوازيين لا يستخدمون سوى المسميات العربية للمدن والشوارع ما عدا في المعاملات الرسمية.

## الموقع
تقع الفلاحية على بعد حوالي 97 كيلومتر من الأهواز العاصمة. مساحتها 3600 كيلومتر مربع تقع شرق مدينة المحمرة آخر عاصمة أمارة الكعبيين وغرب مدينة معشور ولها حدود بحرية مع الخليج العربي عبر ميناء الفلاحية وتحت قليلاً منها تقع مدينة عبادان كما أنها ترتفع عن سطح البحر من 6 إلى 10 متر ويمر من وسط المدينة نهر يُسمى نهر الفلاحية أضافة لنهر الجراحي.

## السكان
يبلغ عدد سكان مدينة الفلاحية 153355 الف نسمة حسب إحصائيات 2011 الرسمية والتي تشكل هذه الإحصائية ثلاثة والنصف بالمئة من عدد سكان إقليم الأهواز أو خوزستان كما تسميه إيران.

## الثروات
تتربع الفلاحية على بحر من النفط وتضم خمسة بالمئة من الآبار النفطية في الأقليم بالإضافة إلى ذلك تتمتع هذه المدينة بـ 12 ألف هكتار من مزارع النخيل موزعة في القرى والتي تثمر سنويا 50 الف طن من التمور يتم تصدير 35 بالمئة منه إلى الخارج وتعد من المدن الرئيسية المولدة للتمور على مستوى أقليم الأهواز وإيران.

## هور الفلاحية
أحد أكبر الاهوار في العالم وأحد الثروات الطبيعية في الفلاحية بمساحة 537700 هكتار والذي كان في السابق طبقاً لـ اتفاقية رامسار العالمية في المرتبة الخامسة ولكن بسبب الأهمال المتعمد وحفر الآبار النفطية أصبح في المرتبة 22. هذا الهور كان ولا يزال رغم النكسة التي حصلت فيه أحد أكثر الأماكن جذباً للسائحين في المنطقة بزيارات يومية تصل إلى 3000 الآف شخص في العطل الرسمية كما انه مصدر رئيسي للأسماك في المدينة حيث تتواجد فيه في الشتاء اسماك كـ البني المفضلة لأهالي المنطقة. إضافة إلى نبات البردي وهو نوع من النباتات التي لها وجود كبير ويثمر طحين يُسمى الخريط يتم طبخه وتقديمه كحلوى باللون الأصفر ولها شعبية كبيرة كما في البصرة وعندما يكون الموسم بخير يتم تصدير الخريط عبر اللنجات إلى الاسواق الشعبية في الإمارات والكويت تحديداً في سوق المباركية بسعر يتراوح بين 20 إلى 30 دولار للكيلو جرام. كما ان هور الفلاحية مكان لتكاثر 40 نوع حيوان منهم الخنازير البرية وقضاعة والذي يشتهر محلياً بأسم (كليب الماي) إضافة للطيور التي يصل عددها إلى 152 نوع ومن أشهر هذه الطيور ما تُسمى باللهجة المحلية النكوى واللقلق.

## الزراعة
تتمتع الفلاحية بـ 57 ألف هكتار من الأراضي الزراعية التي تنتج سنوياً 28 ألف طن من الحنطة والرز المعروف بـ (تمن الدورق) أضافة إلى بساتين واسعة موزعة في القرى لزراعة البطيخ والطرح والبامية والقطين والرقي التي توفر لأهالي القرى مصدر دخل أساسي في المواسم ولها نصيبها من شهرة الفلاحية حيث تباع هذه المحاصيل في كل مناطق الأقليم.

## التعليم
هناك جامعتان في مدينة الفلاحية وهم كالتالي:
الأولى: آزاد أسلامي أي (الجامعة الأسلامية الحرة) ويُدرس فيها عدة مجالات اهمها:
- الحاسب الآلي
- هندسة الكهرباء
- هندسة الإلكترونيات
- اللغة الإنجليزية
- هندسة المواد / ميثولوجيا

الثانية: پيام نور أي (رسالة النور) وهنا بعض التخصصات التي تُدرس فيها:
- الأدب الفارسي
- علم الأجتماع
- اللغات الأجنبية
- العلوم الأسلامية
- المحاسبة
- أدارة الأعمال
- الأقتصاد
- الهندسة الزراعية
- الهندسة الصناعية
- هندسة الكمبيوتر
- البيئة
- الرياضيات
- فيزياء

## الموانئ
توجد في الفلاحية ميناء متصلة بالخليج العربي وتُعد السابعة على مستوى الأقليم تم الأكتمال من انشاؤها في عام 2012 بتكلفة 260 مليار ريال إيراني وتعد من المشاريع الحيوية والمهمة لرفع نسبة كبيرة من البطالة، ولكن رغم الأنتهاء منها لم يتم تشغيلها حتى الآن للتصدير الخارجي بسبب عدم استخراج ترخيص ميناء بحري لها

## المواصلات
تستخدم في العادة سيارات الأجرة بلونها الأبيض والخط البرتغالي وسيارات الوانيت للنقل الداخلي في المدينة والقرى ويُستخدم عادة للتنقل خارج المدينة سيارت أجرة بيجو وسمند باللون الأصفر زائد الحافلات الكبيرة التي تتحرك كل ساعة من وسط المدينة إلى الأهواز العاصمة ومن جنوبها لمدينة عبادان ومعشور. كما يتواجد في هذه المدينة مطار بمدرج صغير ويقع في القرب من مدخل المدينة على هذه الأحداثيات (30.663348, 48.647289) كان يستخدم حتى الحرب الإيرانية العراقية وبعد ذلك لم يُستخدم سوى للطيارات التابعة لوزارة الزراعة التي تقوم سنوياً برش بعض المواد التي تحافظ على جودة التمور وتكافح بعض الحشرات التي تهدد المزارعين.

## الوضع العام
رغم كل ما تملك هذه المدينة من ثروات طبيعية ومصانع كبيرة للبتروكيمياويات إلى أن سقف البطالة مرتفع جداً ولم تعد المدينة ترمز لتقدم حضاري في البناء والشوارع، حيث تعاني من طرق رئيسية غير صالحة للأستخدام وتعد السبب الرئيسي لحوادث السير التي تسبب وفيات كثيرة كما انها لا تحتوى الا على مستشفى واحد كبير ولكن بخدمات واطباء لا تذكر حيث يتم تحويل حالات كثيرة يومياً لمستشفيات الأهواز.

## مشاهير
- الأمير سلمان الكعبي - من الأمراء العرب الذين حكموا إمارة الاحواز.
- ابن السكيت - (186ق – 244ق؛ 802 – 858م) إمام من أئمة اللغة العربية وعالم نحوي وأديب شهير.
- سلمان المحسني - (14 يونيو 1864 - 2 يناير 1923) فقيه جعفري وشاعر عربي.
- فاضل السكراني-(1341ق- 16 الربيع الأول 1435ق) شاعر شعبي و لقّب بأمير الأبوذية.
- جلال الكاملي مفرد- لاعب كرة قدم .

## وصلات خارجية
- شبكة الفلاحية الأخبارية
- الجبهة الديمقراطية الشعبية الأحوازية
- حزب التضامن الديمقراطي الأحوازي
- موقع كارون الثقافي